# Emil Brichta
Emil Brichta (* 26. September 1915 in Brünn; † 12. Juni 1997 in Deggendorf) war ein deutscher Politiker (CSU) und von 1964 bis 1984 Oberbürgermeister der Stadt Passau.

## Leben und Wirken

### Berufliche Anfänge
Brichta entstammte einer Familie mährischer Beamter. 1934 Abschluss am Deutschen Staatsrealgymnasium in Brünn. Nach seinem Studium an der Universität Prag Promotion zum Dr. iur. und Kriegsdienst. Anschließend absolvierte er den juristischen Vorbereitungsdienst. Als sog. Heimatvertriebener kam er 1951 nach Passau. 1953 wurde er Gerichtsrat, 1958 Leiter des Arbeitsgerichts Passau.

### Politische Funktionen
Von 1956 bis 1990 war er Stadtrat (CSU). Am 13. Januar 1961 folgte er Dr. Baptist Ritter von Scheuring als 2. Bürgermeister nach und war dies bis Juni 1962, bevor er am 8. März 1964 zum Passauer Oberbürgermeister gewählt wurde. Nach drei erfolgreichen Wiederwahlen schied er erst am 30. April 1984 aus diesem Amt.

### Ehrenamt
Brichta, dem 1984 die Passauer Ehrenbürgerwürde verliehen wurde, war maßgeblich beteiligt sowohl an der Gebietsreform (1972), bei der er den Fortbestand der Kreisunmittelbarkeit Passaus mit Erfolg erkämpfte, als auch an der Gründung der Universität Passau (1978). Er hat sich auch große Verdienste um die Passauer Städtepartnerschaften, den Wohnungsbau, das Stadttheater, die Förderung der Europäischen Wochen und die Ansiedlung von Industriebetrieben erworben. In seine Amtszeit fallen außerdem der Bau zahlreicher Schulen und Sportstätten, die Erweiterung des Klinikums und die Ilzstadtsanierung.
Brichta war von 1963 bis 1984 Vorsitzender des Vereins für Ostbairische Heimatforschung und trat dann zurück, um seinem Stellvertreter Gottfried Schäffer den Posten zu überlassen. Allerdings starb dieser wenig später, woraufhin Brichta erneut als Vorsitzender kandidierte und für vier Jahre wiedergewählt wurde. Nach seinem endgültigen Rücktritt von der Vorstandschaft wurde er 1988 zum Ehrenvorsitzenden des Vereins ernannt.
Emil Brichta starb am 12. Juni 1997 mit 81 Jahren.

### Nachruf
Am Nachmittag des 12. Juni 2007 hat Oberbürgermeister Albert Zankl anlässlich des 10. Todestages seines Vorgängers am Grab Brichtas auf dem Innstadtfriedhof einen Kranz niedergelegt. Dazu das Anzeigenblatt Am Sonntag in seiner Ausgabe vom 10. Juni: In [Brichtas] Ära nahm Passau sein heutiges Erscheinungsbild an. Die Ilzstadtsanierung wurde ebenso durchgeführt wie die Errichtung der Universität. Er kämpfte für den Erhalt des Stadttheaters, setzte sich vehement für die Europäischen Wochen ein, baute Städtepartnerschaften aus. Bis heute gilt der Ehrenbürger als herausragendster Repräsentant Passaus.

### Familie
Brichtas Vater hatte mit einer früh verstorbenen ersten Ehefrau eine Tochter, also eine Halbschwester Emils. Ihr Vorname Maria, verheiratet als Hauska-Brichta, eine Blut-und-Boden-Dichterin, siehe Adalbert-Stifter-Preis.
Mit seiner zweiten Frau Margarete (1886–1952) hatte Brichtas Vater die Kinder Emmy, 1908–1999, und Emil.

## Auszeichnungen
- 1976: Goldene Verdienstplakette des Bayerischen Landessportverbandes
- 1978: Ehrenring der Stadt Passau
- 1979: Verdienstkreuz 1. Klasse der Bundesrepublik Deutschland
- 1983: Großes Silbernes Ehrenzeichen für Verdienste um die Republik Österreich[2]
- 1984: Oswald-Ring
- 1984: Ehrensenator der Universität Passau
- 1984: Ehrenbürger der Stadt Passau
- Großes Verdienstkreuz mit Stern der Bundesrepublik Deutschland
- Komtur des Verdienstordens der Italienischen Republik
- Päpstlicher Silvesterorden
- Bayerischer Verdienstorden
- Ehrenbürger von Cagnes-sur-Mer

Sein Name steht auf dem Ehrenmal der Stadt Passau. Er ist Namensgeber der Dr.-Emil-Brichta-Straße.